# Museo Arqueológico de Tetuán

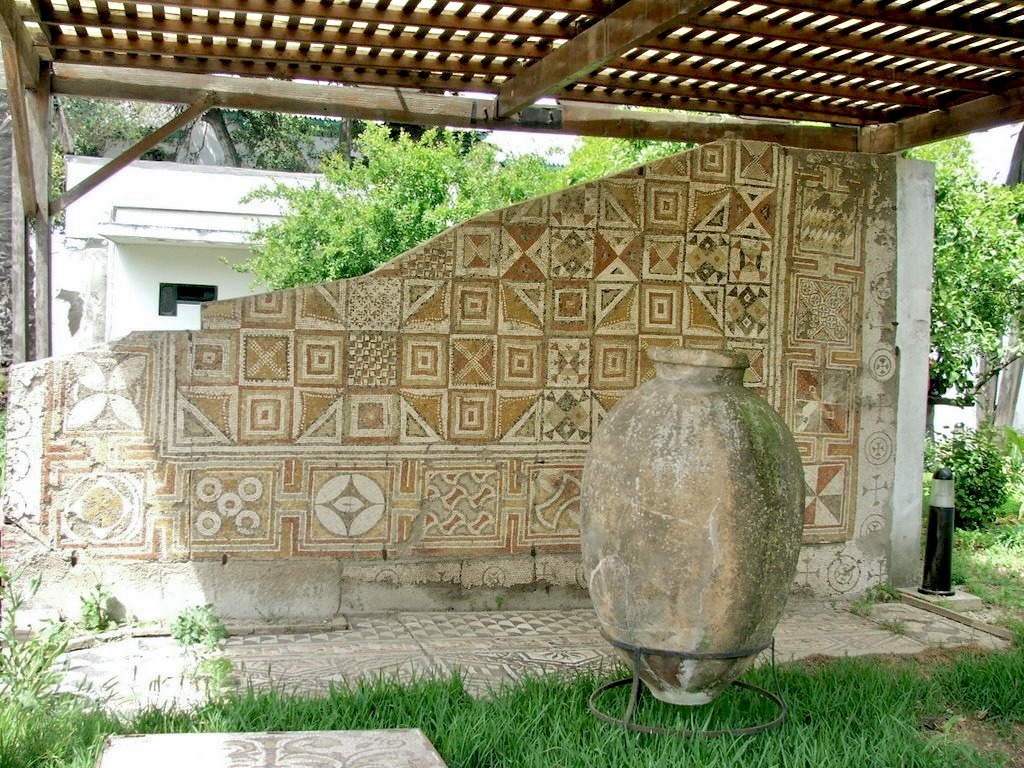
Mosaico romano procedente de Lixus.

El Museo Arqueológico de Tetuán es un museo arqueológico situado en la ciudad de Tetuán, en el norte de Marruecos. Inaugurado el 19 de julio de 1940, contiene colecciones de sitios prehistóricos y preislámicos ubicados en el norte del país. Destacan las aportaciones de objetos procedentes de Lixus, que fue una ciudad costera fundada por los fenicios y que tuvo importancia hasta que en la Edad Media la actividad de su puerto se trasladó a Larache. Está considerado como el centro principal para la investigación arqueológica en la región de la Yebala.

## Instalaciones
Situado en el centro de la ciudad, entre la medina y la ciudad moderna se ubica en un edificio construido para el mismo en 1939 que permitió su inauguración un año después. Está compuesto de un jardín de estilo andaluz que tiene varios mosaicos, un vestíbulo, tres salas de exposición permanente, una sala de proyección y un taller de restauración artística junto a dependencias administrativas.
La entrada al museo se inicia en el patio andaluz donde se encuentran varios mosaicos romanos del siglo II procedentes de Lixus. En el vestíbulo se presentan otros dos mosaicos, uno de ellos representa la escena mitológica de las "Tres Gracias". En la sala uno se puede contemplar diversos vestigios desde la época prehistórica hasta la Edad Media. Herramientas de talla prehistórica, útiles diversos de la misma época, cerámica neolítica, una maqueta del monumento megalítico de M'zora, fragmento de grabado rupestre, etc. También deispone de restos púnico-mauritanos como una esfinge de mármol, varias lámparas de terracota, o una escultura de bronce que representa la lucha entre Hércules y Anteo, diversa cerámica y otros elementos de bronce.
En un recorrido por las diversas salas se muestran objetos e instrumentos que nos llevan a un estilo de vida: herramientas prehistóricas, monedas, bronces y cerámica diversa nos dan testimonio de las costumbres.
La mayor parte de la colección de figurillas data del siglo I d. C..

## Biblioteca
Dispone de una extensa biblioteca dedicada a la preservación de la literatura del norte de África con unos 60000 ejemplares.
El 1 de mayo de 2025 se cumple el 99.º Aniversario de la inauguración del primer museo arqueológico de Tetuán para acoger las piezas extraídas de las excavaciones de Tamuda, Lixus, mazmorras de Tetuán,etc. realizadas por el arqueólogo Don César Luis De Montalbán y de Mazas, comisionado por la Junta Superior de Monumentos Artísticos.
A medida que los locales cedidos para guardar las piezas extraídas fueron insuficientes y al no poder cumplir la función de la divulgación fue necesaria la creación de un lugar permanente. Este primer museo quedó pronto pequeño, buscándose posteriormente otro emplazamiento más amplio y otro, hasta el último museo actual.
A la inauguración de este primer museo acudió el Alto Comisario General Sanjurjo, el gran Visir Ben Azur, el delegado general señor Saavedra De Magdalena, que leyó un entusiasta discurso, el general la Torre, vocales de la Junta Superior de Monumentos y otras personalidades y prensa tanto francesas, local y peninsular.

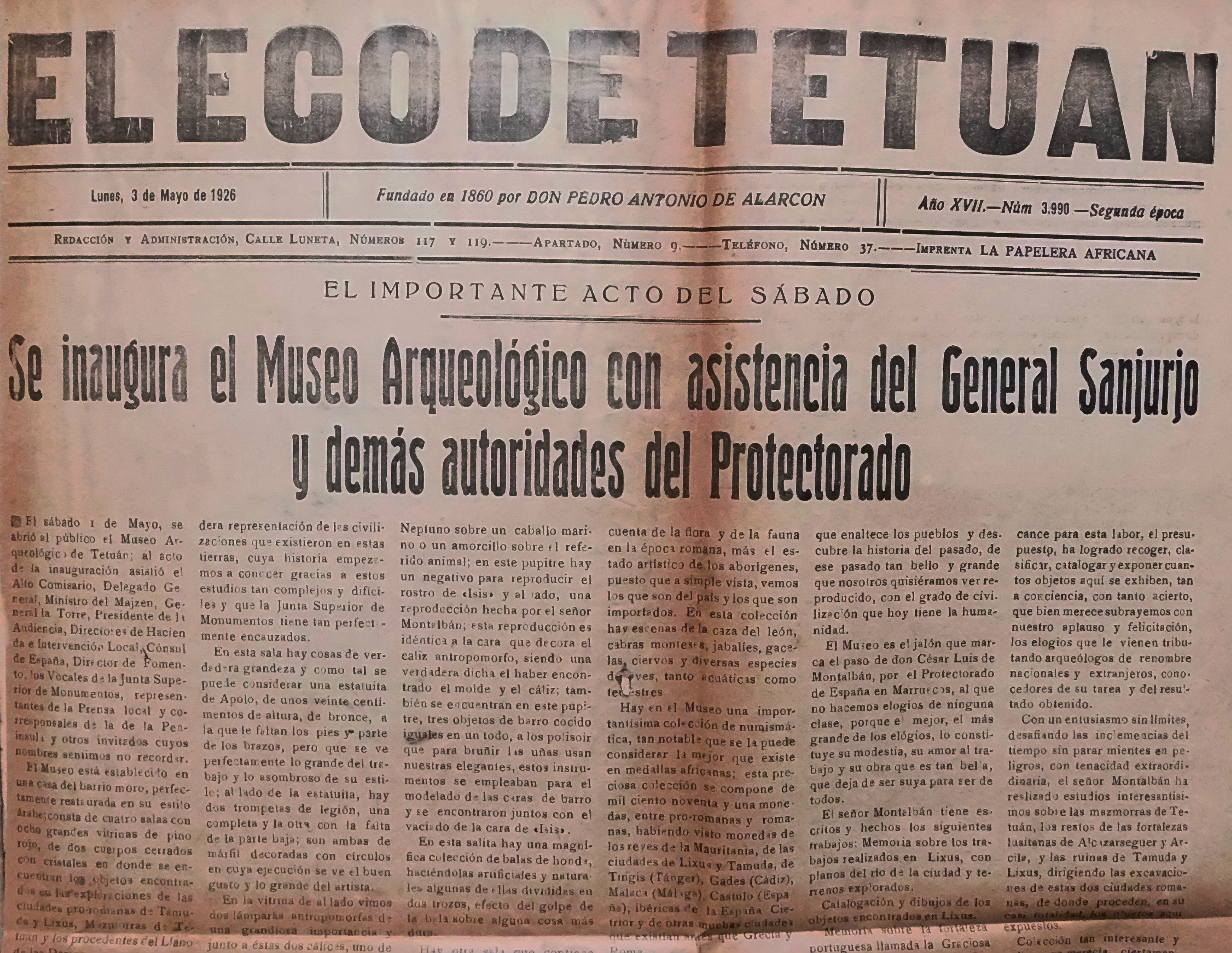